# Willi Frommelt
Willi Frommelt (* 18. listopadu 1952, Schaan) je bývalý alpský lyžař z Lichtenštejnska, který vyhrál bronzovou medaili ze slalomu na Olympiádě v roce 1976.

## Biografie
Frommelt je syn Christofa Frommelta, běžkaře a olympijského vlajkonoše pro Lichtenštejnsko na Olympijských hrách v roce 1948. Na své první olympiádě v roce 1972 závodil ve sjezdu, slalomu a obřím slalomu, ale s malým úspěchem. O dva roky později získal pro Lichtenštejnsko první medaili z alpského lyžování na mistrovství světa, bronz ve sjezdu a v roce 1978 získal další bronz v obřím slalomu.
Poté, co ukončil svou závodní kariéru, vystudoval obchodní management a pracoval jako finanční plánovač pro Lichtenštejnskou národní banku. Byl také aktivní v politice.
Jeho bratr Paul získal pro Lichtenštejnsko v roce 1988 další bronzovou medaili. Jeho další bratr Peter byl mezinárodním závodníkem ve stolním tenise.